# Baldomero Toledo
Baldomero Toledo, né le 6 février 1970 au Mexique, est un arbitre américain de soccer, qui officie internationalement depuis 2007.

## Carrière
Il a officié dans des compétitions majeures : 
- Copa América 2007 (1 match)
- MLS 2008 (finale)
- Gold Cup 2011 (2 matchs)